# Ardalan

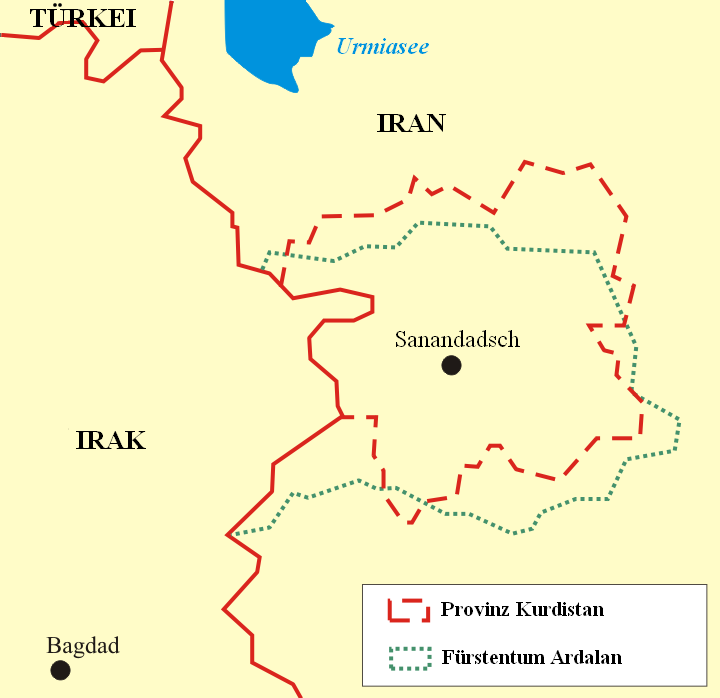
Das Fürstentum Ardalan (1835) im Vergleich zu heutigen Provinz Kurdistan

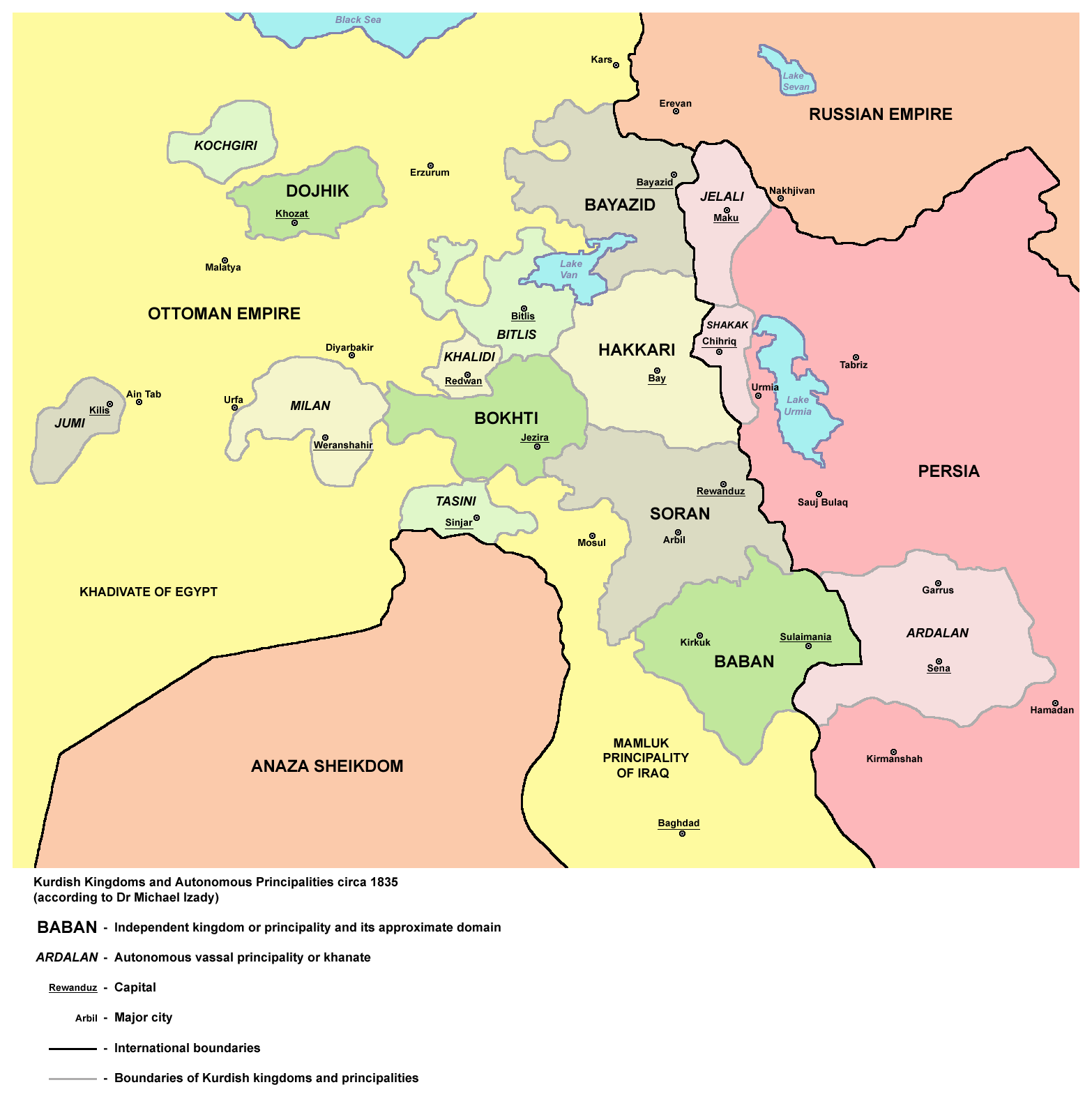

Ardalan oder Erdelan war ein semi-autonomes kurdisches Fürstentum im Nordwesten des heutigen Irans. Das Gebiet deckt sich etwa mit der iranischen Provinz Kurdistan. Das Fürstentum bestand seit dem Mittelalter bis zur Mitte des 19. Jahrhunderts. Die Hauptstadt war Sanandadsch. Das kurdische Eşiret des Bani Ardalan gründete das Fürstentum und beherrschte das Gebiet bis zum Ende.
Nach Şerefhan hieß der Gründer des Fürstentums Bawa Ardalan. Şerefhan behauptet, dass dieser ein Nachfahre der Marwaniden sei. Bawa Ardalan lebte im Iran eine Zeit lang unter den Gorani-Kurden und erlangte bald die Herrschaft über die Region Schahr-a Zor. Etwa im 14. Jahrhundert erlangten die Ardalans die Herrschaft über Sanandadsch. Zu ihrem Herrschaftsgebiet zählten die Gebiete von Zardiawa (Karadagh), Chanaqin, Kirkuk und Kifri.
Das Fürstentum war eine Zeit lang selbständig, bis es von den Safawiden in ihr Reich eingegliedert wurde. Als Grenzregion zwischen den Safawiden und den Osmanen war die Bedeutung des Fürstentums für die Safawiden hoch. Das Fürstentum hatte oft Auseinandersetzungen mit dem kurdischen Baban-Fürstentum in Silemani. Das Baban-Fürstentum lag auf osmanischem Boden im heutigen Nordostirak. Der Schah Nāser ad-Din Schah aus der Dynastie der Kadscharen beendete die Herrschaft der Ardalan, indem er 1867 den Status des Fürstentums aufhob und seinen Onkel Farhad Mirza Mo'tamad-al-Dawla als Herrscher einsetzte.
Zur Kultursprache des Fürstentums wurde das Gorani, das auch als Liturgiesprache der Ahl-e Haqq wichtig war. Durch die Jahrhunderte hindurch gewann das Gorani in der Region an Bedeutung. Einige große Dichter waren Bawa Yadigar, Yal-Bagi Jaff und Khan Almas Khani Luristani.

## Herrscher der Ardalan
1. Bawa Ardalan (14. Jh.)
2. Timur Khan Ardalan
3. Hilo Khan
4. Khan Ahmad Khan
5. Suleyman Khan (renovierte die Festung von Sanandasch)
6. Sobhanverdi Khan
7. Ahmad Khan (Sohn von Sobhanverdi Khan) (wurde zum Gouverneur des Gebietes von Hamadan bis Mosul)
8. Khosrow Khan Bozorgi (1754–1788)
9. Aman-Allah Khan Bozorgi (1799–1825) (letzter bedeutender Herrscher der Ardalan)